# Batalage
Batalage (Servisch cyrillisch: Баталаге) is een plaats in de Servische gemeente Koceljeva. De plaats telt 501 inwoners (2002).